# 고종 양위 사건

대한제국 고종이 대한제국 순종에게 양위(讓位)함을 호외로 보도한 대한매일신보

고종 양위 사건(高宗讓位事件)은 1907년 7월 19일 고종이 헤이그 밀사 사건의 책임을 추궁하는 일본의 강압에 못이겨 제위를 순종에게 위임했다가 바로 양위한 사건이다.
고종이 헤이그 회의에 이상설과 이준 등을 보내 밀서를 전달하려 한 사실을 접한 일본이 이토 히로부미에게 책임을 추궁했고, 이토 히로부미는 고종에게 책임질 것을 요구했다. 당시 내각 총리대신 이완용은 고종이 책임지고 퇴진하는 것으로 사태를 종결하려 했으나, 사태는 걷잡을 수 없이 커졌다.

## 사건의 전말

### 원인

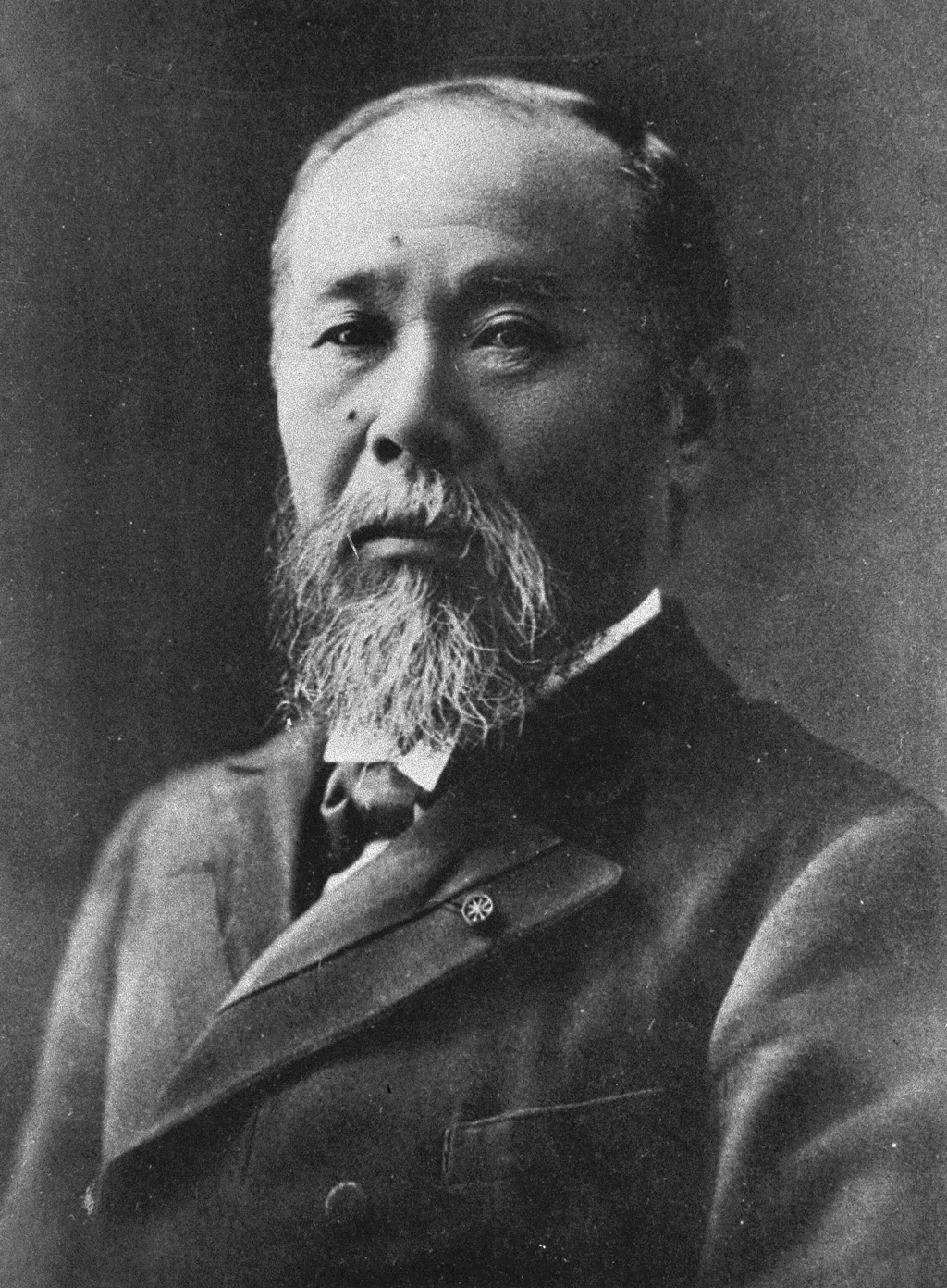
조선통감 이토 히로부미

고종은 러시아의 니콜라이 2세에게 헤이그 밀사 편으로 밀서를 전달하였다.
1907년 7월 1일, 일본 외무성으로부터 이토 히로부미 앞으로 날아온 한 장의 전문이 한국 황실과 정부를 초긴장 상태로 몰아넣었다. 한국 황제의 밀사를 자처하는 한국인 3명이 헤이그에서 열리고 있는 만국평화회의에 참석을 요구하면서 '1905년에 일본과 맺은 보호조약은 한국 황제의 뜻이 아니며 따라서 무효'라고 주장하고 있다는 내용이었다. 헤이그 주재 일본공사가 외무성에 보낸 긴급 전문을 다시 외무성이 이토에게 전달한 것이다. 이 밀서의 소식을 전해 들은 이토 히로부미는 7월, 차라리습합대의 장교들을 대동하고 입궐하여 밀서의 사본을 황제에게 제시하면서 "이와 같은 음흉한 방법으로 일본에 대한 거부권을 행사하려는 것은 차라리 일본에 대해 당당히 선전포고를 함만 못 하다"고 위협했다. 또 "책임은 전적으로 폐하가 스스로 져야 한다는 것을 선언함과 동시에 그런 행동은 일본에 대해서 공공연히 적대적 의도가 있다는 것을 밝힌 것이므로 협약 위반임을 면할 수 없다. 그러므로 일본은 조선에 대해 전쟁을 선포할 권리를 보완한다는 사실을 총리대신으로 하여금 통고케 하겠다"고 협박했다.

#### 일본의 책임 추궁

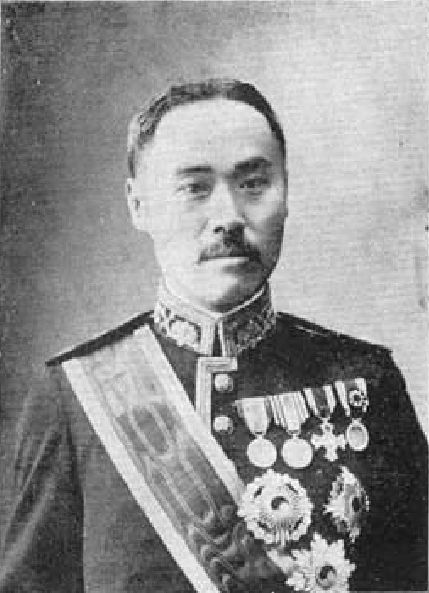
내각 총리대신 이완용
(그는 헤이그 밀사 사건에 대한 일본측의 추궁에, 고종의 퇴진으로 사건을 종결지으려다 매국노의 원흉으로 낙인찍혔다.)

7월 3일, 이토는 총리대신 이완용을 통감 관저로 불러 어디서 입수했는지 고종의 밀사를 통해 러시아 황제에게 보낸 호소 친서의 초고라는 것을 증거로 제시하면서 이완용을 추궁했다. 이완용은 한때 친러시아파 인물이라 의심받고 있었다. 이토는 이완용에게 "이같은 행위는 보호조약을 위반한 것이며 일본에 대한 적대적 행위이다. 그러므로 일본은 한국에 대해 선전포고를 할 충분한 이유가 있다"고 협박했다.

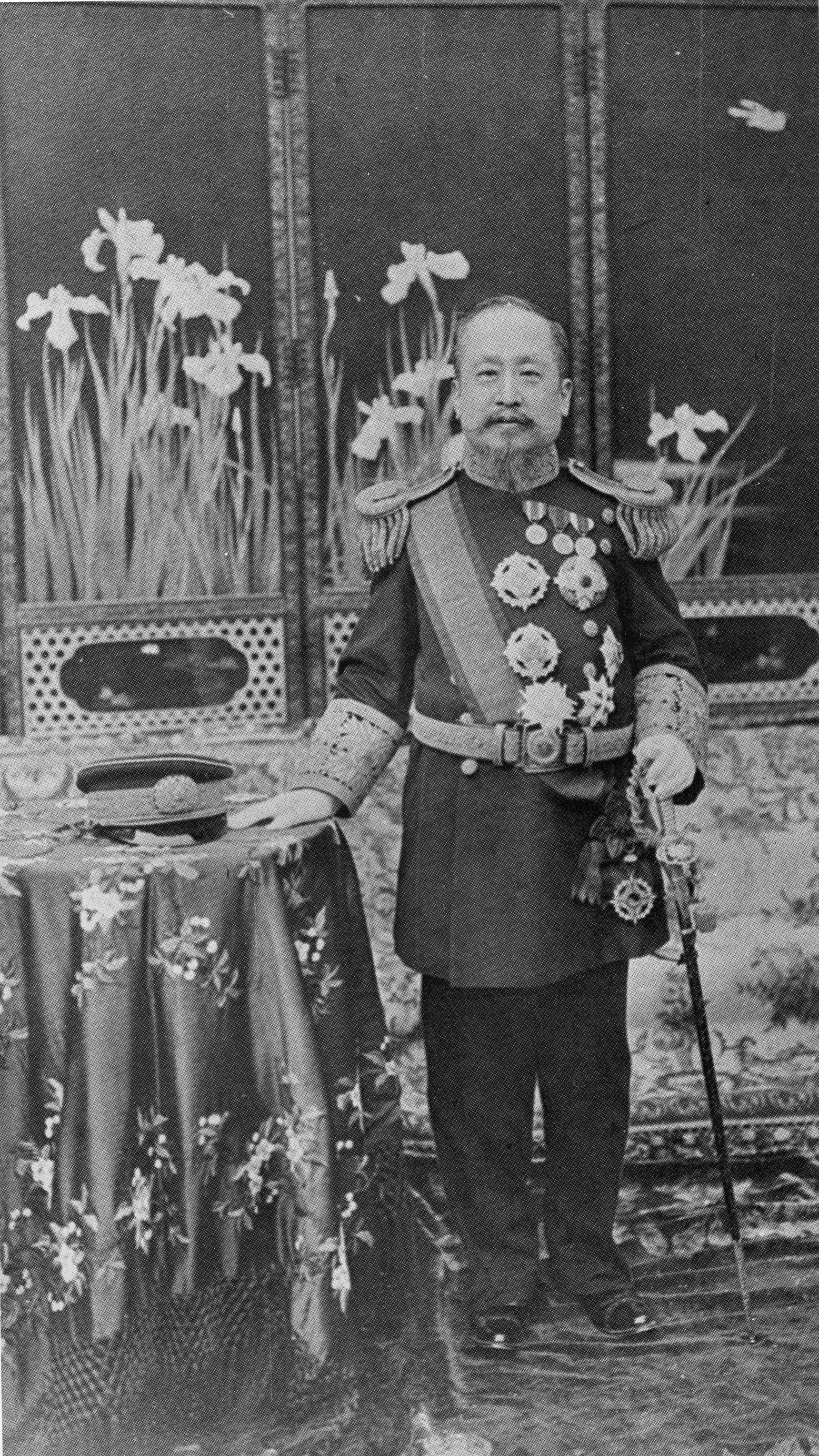
고종 황제
(일본정부와 이토 히로부미가 헤이그 밀사 사건의 책임을 물어오자 이완용은 고종의 퇴진이 왕실과 국민들을 지키는 것이라고 판단하게 된다.)

이토의 추궁에 대해 이완용은 우선 이번 사건은 내각에서 전혀 관여하지 않았다고 극구 변명하며 선처를 빌었다. 이에 대해 이토는 "나 역시 이 사건에 책임을 지고 본국 정부의 조치를 기다리는 몸이다. 그런데 어떻게 남을 용서할 수 있겠는가."라고 냉정하게 대답했다. 이완용은 이토 앞에서 몸둘 바를 모르고 전전긍긍하다가 거듭 사죄하고 물러 나왔다.
이토는 이어 7월 3일 오후 일본 해군 연습함대의 장교들을 데리고 고종을 알현한 자리에서도 문제의 친서라는 것을 고종에게 보이며 책임을 추궁했다. 이토는 "이와 같은 음흉한 방법으로 일본의 보호권을 거부하려는 것은 차라리 일본에 대해 대해 당당하게 선전포고하는 것만 못하다. 모든 책임은 전적으로 황제가 져야 하며 이런 행동은 일본에 대해 적대적 의도가 있다는 것을 공공연히 드러낸 것으로 협약을 위반한 것이다. 따라서 일본은 한국에 선전을 포고할 수 있는 권리를 보유하고 있다는 사실을 총리대신에게 통고했다."라고 으름장을 놓았다.
이 사건으로 이토가 일시 궁지에 몰린 듯한 것은 사실이다. 일본 신문들이 이 사건을 대대적으로 보도하면서 은근히 한국정부에 대한 감독을 소홀히 한 이토의 책임을 거론했기 때문이다. 그러나 이토와 일본은 이 사건을 오히려 한국 정부의 주권을 말살하기 위한 호기로 역이용하기로 작정하고 우선 총리대신 이완용을 불러 선전포고 운운의 협박을 한 것이다.

### 양위
총리대신 이완용은 고종에게 순종의 황제 대리청정을 진언하였고, 고종은 처음에는 그의 대리청정 주장을 거부하다가 수용한다.
이토 히로부미의 지시를 받은 이완용 내각은 7월 6일 내각 회의를 열어 헤이그 밀사 사건의 책임을 고종에게 추궁한다는 데 의견의 일치를 보고 곧바로 입궁하여 어전 회의를 열었다. 이 자리에서 송병준은 "헤이그 밀사 사건은 이제야 정치적으로 중대한 문제가 되었고 일본 정부나 이토 히로부미 통감도 격분하고 있으며 이대로 둔다면 어떠한 중대사가 일어날 지 모르니 폐하께서 사직의 안위를 염려한다면 차제에 자결함으로써 사직의 위기를 구할 수밖에 다른 도리가 없다"고 협박했다. 송병준은 고종이 안색을 달리하며 다른 대신들의 의견을 물었으나 누구 한 사람 입을 열지 않자, 송병준이 다시 "폐하, 만일 자결하지 못한다면 도쿄에 가서 일본 천황 폐하에게 사죄하거나 그렇지 못한다면 일전하여 항복한 후 하세가와 대장에게 비는 수밖에 없다"고 거듭 협박하였다.
이완용은 조칙이 내려진 19일 곧바로 황제 대리 의식을 거행하려고 하였다. 그런데 의식을 집행해야 할 궁내부 대신 박영효가 이를 반발해 병을 핑계로 대궐에 나타나지 않음으로서 식을 치룰 수가 없게 된 것이다. 이완용은 자신이 스스로 궁내부대신 임시서리가 되어 7월 19일 황제 대리 의식을 강행했다. 고종은 순종에게 양위하기 직전 순종에게 이완용의 진언대로 황제 대리 의식을 거행하게 한다. 그리고 고종은 그해 말 양위한다.
송병준의 협박과 폭언으로 고종이 자리를 뜨자 그 후 내각은 일치하여 왕위를 황태자에게 넘기도록 할 것을 결의하였다. 그리하여 그 날 제3차 어전회의에서 이병무가 칼로 위협하여, 고종은 하는 수 없이 물러날 결심을 하고 결국 7월 19일 오전 양위식이 거행되었다. 양위식은 고종 황제와 순종 황제가 직접하지 않고 두 명의 내관들이 대신 하였다.
이후 7월 24일에는 정미 7조약이 체결되었다.

### 경과
고종 양위에는 이토 히로부미, 송병준 등의 개입이 있었음에도 처음 순종의 황제 대리청정 논의와 고종 양위 주장을 처음 꺼낸 이완용에게만 모든 비난의 화살이 집중되었다. 순종의 황제 대리 의식이 있던 7월 19일 그 시간에 반일 단체인 동우회 회원들이 덕수궁에서 2킬로미터도 채 떨어지지 않은 이완용의 남대문 밖 중림동 집으로 몰려가 집을 완전히 불살라버렸다. 이 사건으로 가재도구는 말할 것도 없고 고서적 등이 모두 타버려 이완용은 10만원 상당의 재산 피해를 입었다.
특히 대대로 전해져 내려오던 조상들의 신주까지 불 속에서 사라졌다. 양자를 잘못 들인 탓으로 우봉 이씨 조상들의 위패가 수난한 것이다. 이완용 자신이 "조상 신주가 불타버린 것이 일생 중 가장 가슴 아픈 일이었다."고 말할 정도로 이 사건은 그에게 큰 충격을 주었다. 을사조약 전까지만 해도 민중들로부터 가장 욕을 많이 얻어먹은 것은 주무 대신이었던 박제순이었다. 이완용은 박제순에 비하면 상대적으로 공격과 비난의 중심에서 다소 벗어나 있었다. 그런데 고종 양위를 계기로 이완용은 완전히 매국노의 대명사로서 민중들의 저주 대상이 되고 만 것이다.
집은 불타고 이완용의 가족들은 "매국노의 일족들을 잡아 죽여라!"는 군중의 함성에 쫓겨 남산 아래 왜성구락부로 몸을 피했다. 이런 사정도 모르고 이완용은 덕수궁에서 총리대신으로서 그리고 궁내부대신 임시 서리로서 순종의 즉위식을 주관했다. 이완용이 순종 즉위식을 주관한다는 것이 알려지면서,반이완용 데모와 이완용 화형식은 전국 각지에서 격렬하게 진행되었다.
순종 즉위식이 끝난 뒤에 덕수궁으로 몰려와 "이완용을 죽여라!"라고 외치는 함성을 듣고 그는 당황한다. 기자들과 관료들이 전국 각지에서 그가 고종 양위를 주관하고 순종 즉위식을 주관했으며, 고종이 그의 음모에 의해 퇴위당한 것으로 소문이 나 있음을 알려왔다.
식이 끝나자 이토 히로부미는 이완용을 재촉해 자신의 마차에 태우고 함께 통감 관저로 향했다.
통감 관저에는 이미 이완용의 가족들이 일본 순사들에 의해 구출되어 보호를 받고 있었다. 오갈데가 없어진 이완용과 그의 가족들은 이토의 주선으로 이날부터 왜성구락부에 머물기 시작했다. 이완용의 부인 조씨는 왜성구락부에서 거처하기 시작한 첫 1주일 동안은 생활비도 모두 이토가 대주었다고 회고했다. 이완용은 이곳에서 두 달가량 머물다 9월에 식구들을 데리고 장교에 있는 그의 서형 이윤용의 집으로 들어가 함께 살았다.
1908년 1월, 태황제로 물러난 고종이 이완용의 딱한 소식을 듣고 집을 마련한다. 태황제로 물러난 고종이 '집도 없이 형에게 얹혀 사는 총리대신 이완용의 딱한 사정'을 듣고 저동에 있는 남녕위 궁을 하사함으로써 비로소 자신의 집을 장만하게 되었다. 고종은 자신에게 양위를 사실상 강요한 이완용을 괘씸하게 생각했을 법도 한데,오히려 그에게 황실 소유의 저택까지 하사한 것이다. 일반이 생각하는 것과는 달리 황실과 이완용은 계속 돈독한 관계를 유지하고 있다는 반증이었다. 이완용을 고종 퇴위의 책임자로 생각하는 국민들의 비난은 계속되었고, 지식인들은 당황해하였다.

#### 박영효 탄핵

박영효

일본군의 출동으로 시위가 어느 정도 가라앉자 이완용과 법부대신 조중응은, 궁내부 대신의 직무를 수행하지 않은 박영효를 처벌하라는 상소를 새 황제 순종에게 올렸다.
이완용은 상소문에서, "이번에 황제의 위를 물려주신 것은 태황제의 순수한 심정에서 나온 것이며 종묘사직이 억만년토록 공고하게 될 기초가 여기에 있으므로 경사롭게 여기고 기뻐하지 않은 신하와 백성이 없습니다. 그런데 박영효가 그 직책을 회피했으니 그 죄를 물어야 합니다."라고 사태를 완전히 왜곡하는 주장을 했다.
순종은 물론 그대로 허락했다. 순종이 한일병합 때까지 3년여 동안 황제로 재위한 기간에 내각에서 올린 상소문에 대해 이의를 제기하거나 수정 또는 보완을 지시한 경우는 거의 없다. 그저 "올린 대로 처리하라."는 것이 한결같은 답변이었다. 순종은 그것을 거부하거나 보완을 지시할 만한 지적 능력을 갖고 있지 않았다. 그저 황제의 자리에 앉아 있는 허수아비에 불과했던 것이다. 이토가 기를 쓰고 그를 황제로 올린 이유가 거기에 있었다.
이완용의 상소에 따라 박영효는 역시 황제 대리 의식 집행을 거부한 시종원경 이도재, 전 홍문관 학사 남정철과 함께 법부에 구속되었다. 이때 감옥에 갇힌 박영효가 배탈이 나 고생한다는 소식을 들은 이토가 그에게 약을 보냈으나 박영효는 한국에도 약이 있다면서 되돌려 보냈다. 박영효는 경무청에서 심문을 하자 "총리대신 이완용 씨를 역적이라고 말했을 뿐 죄지은 것이 없다"고 호통을 쳤지만 결국 유배형을 받고 제주도로 귀양을 갔다. 그러나 황제는 유배 중인 박영효는 제주도 밖으로 이동할 권한을 부여한다.

#### 고종 퇴위 이후

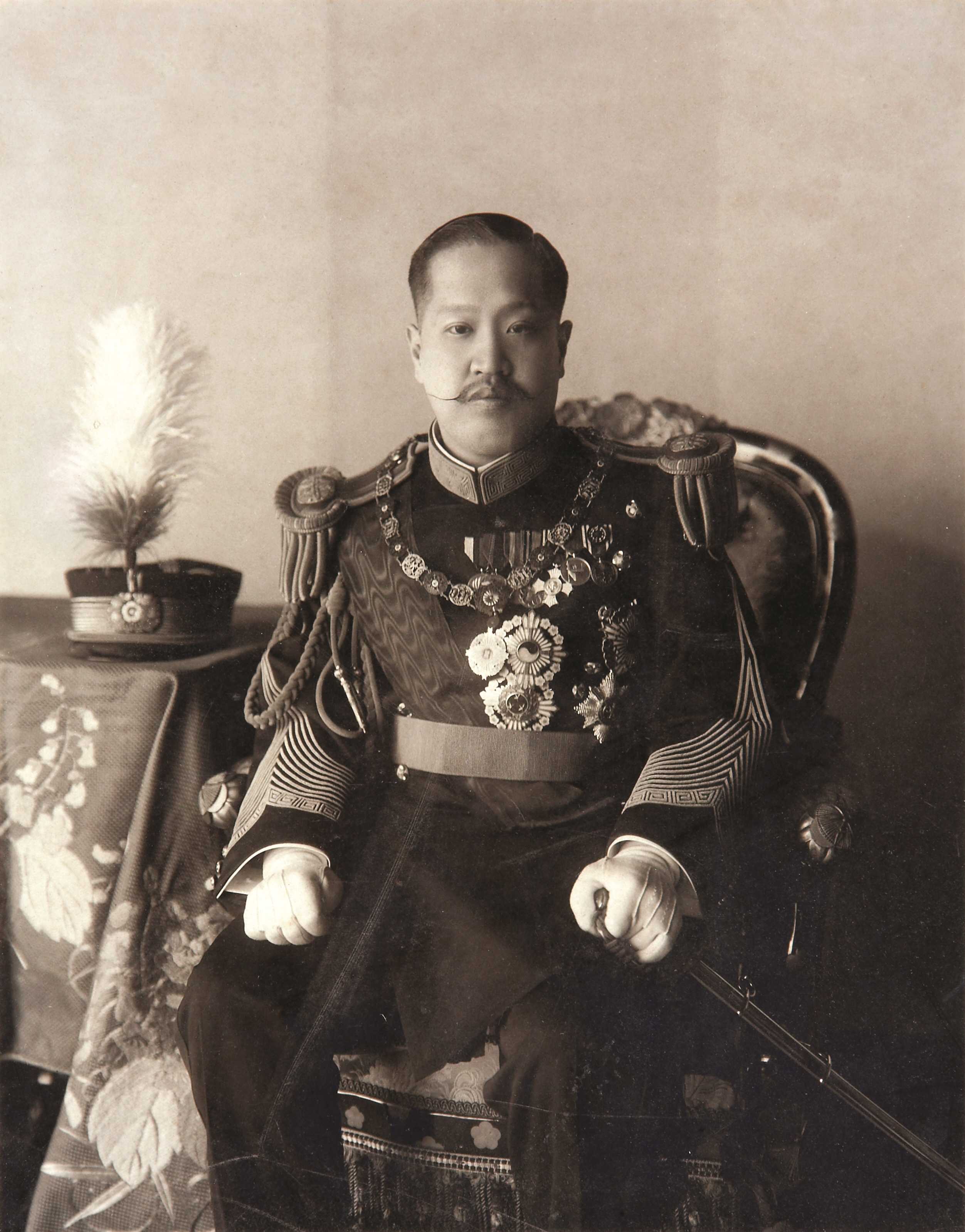
순종

고종이 퇴위하고 순종이 즉위하자 이완용은 사회적으로 황제를 퇴위시킨 망국노, 역적이라는 질타를 당했고 반이완용 시위, 이완용 화형식이 곳곳에서 거행되었다. 그러나 이완용은 1907년 12월 보국숭록대부로 승진했다. 이완용은 1909년 벨기에 국왕추도식에 참가하러 명동성당에 갔을 때, 군밤장수 차림을 하고 기다리던 이재명의 칼에 찔렸다. 그러나 우연히 인력거꾼 박원문이 그의 앞을 막아서는 바람에 목숨을 건진다. 박원문은 대신 부상을 당해 절명하고 만다. 이재명 열사는 자신의 실수를 깨닫고 그 자리에서 재차 이완용을 공격했지만, 치명상을 입히지는 못 하고 체포된다. 이재명 열사는 합병 후 박원문을 살해한 죄로 1910년 9월 교수형에 처해졌다.
반면 이완용은 어깨, 허리, 복부 등 세 곳을 칼로 찔리는 큰 부상을 당하였고, 왼쪽 폐에 찔려 관통당하는 치명상을 당한다. 이때 상처는 만년에 해수병으로 고생하다 끝내 천식과 폐렴으로 사망하는 원인이 된다. 이완용은 암살될 뻔한 위기를 맞았으나 약 2개월 간의 입원 치료 끝에 회복되었다.

## 같이 보기
- 조선통감부
- 을사조약
- 정미 7조약
- 헤이그 특사 사건
- 이토 히로부미
- 이완용
- 송병준
- 이상설
- 이준
- 대한제국 고종
- 대한제국 순종